# Ecnomus skruim
Ecnomus skruim là một loài Trichoptera trong họ Ecnomidae. Chúng phân bố ở miền Australasia.